# Александр Паше
Александр Паше (нім. Alexandre Pasche, нар. 31 травня 1991, Лозанна) — швейцарський футболіст, півзахисник клубу «Лозанна».

## Клубна кар'єра
У дорослому футболі дебютував 2007 року виступами за «Лозанну», в якій провів два сезони, взявши участь у 47 матчах чемпіонату.
В липні 2009 року перейшов у «Янг Бойз», проте закріпитись в команді не зумів і протягом сезонів 2010/11 та 2011/12 грав знову на правах оренди за «Лозанну».
20 червня 2012 року перейшов на правах оренди в «Серветт» до зимової перерви, після якої гравець перейшов у клуб на повноцінній основі. Загалом за три роки провів за клуб понад сто матчів в усіх турнірах.
Влітку 2015 року повернувся до рідної «Лозанни». Відтоді встиг відіграти за швейцарську команду 28 матчів в національному чемпіонаті.

## Виступи за збірну
2009 року дебютував у складі юнацької збірної Швейцарії, у складі якої був учасником юнацького (U-17) Євро-2008 та юнацького (U-19) Євро-2009, проте на обох турнірах швейцарці так і не вийшли з групи. Всього взяв участь у 6 іграх на юнацькому рівні, відзначившись одним забитим голом.